# Gouvernement De Geer fils
Gouvernement du royaume de Suède
Branting I von Sydow
Le gouvernement De Geer fils est à la tête du royaume de Suède pendant trois mois, d'octobre 1920 à février 1921.

## Histoire
De Geer est chargé par le roi Gustave V de former un gouvernement à la suite de la démission du ministre d'État Hjalmar Branting, le 27 octobre 1920. Ce gouvernement de transition, chargé d'assurer l'intérim jusqu'aux élections législatives suivantes, rassemble principalement des libéraux et des conservateurs modérés, sans étiquette à l'exception de Carl-Gustaf Hammarskjöld. Contraint à la démission par ses propres ministres le 23 février 1921, De Geer est remplacé par Oscar von Sydow.

## Composition
- Ministre d'État : Louis De Geer fils
- Ministre de la Justice : Birger Ekeberg
- Ministre des Affaires étrangères : Herman Wrangel
- Ministre des Finances : Henric Tamm
- Ministre de la Défense : Carl-Gustaf Hammarskjöld
- Ministre des Affaires sociales : Henning Elmquist
- Ministre des Communications : Walter Murray
- Ministre des Affaires ecclésiastiques : Bengt Bergqvist
- Ministre de l'Agriculture : Nils Hansson
- Ministre du Commerce extérieur : Gösta Malm
- Ministre sans portefeuille : Knut Dahlberg
- Ministre sans portefeuille : Emil Mårten Ericsson